# شلالات باغسانجان (طابع)
طابع شلالات باغسانجان هو طابع بريدي صدر في 3 مايو 1932، ويشتهر بوجود خطأ فيه. وهو جزء من مجموعة من سبعة طوابع تُظهر أماكن ومعالم سياحية في الفلبين، التي كانت آنذاك إقليمًا تابعًا للولايات المتحدة. طُبع هذا الطابع في الولايات المتحدة بسبب خطأ في التصميم، وكان الغرض منه عرض صورة شلالات باغسانجان، وهي معلم سياحي في مقاطعة لاغونا بالفلبين. إلا أن الصورة الموجودة على الطابع هي في الواقع شلال فيرنال في متنزه يوسيميتي الوطني، كاليفورنيا. سُحب الطابع في 17 نوفمبر 1932.
جعل هذا الخطأ الطابع البريدي الأكثر طلبًا في المجموعة: قيمة دليل سكوت للطوابع لعام 2008 لنسخة طابع بريد شلالات باغسانجان بحالة ممتازة بدون مفصلات (رقم 357) هي 25.00 دولارًا أمريكيًا، بينما لا يتجاوز أي طابع بريد آخر في المجموعة دولارًا أمريكيًا واحدًا. تتكون بقية المجموعة من 2 سنت - جبل مايون، 4 سنتات - مكتب البريد المركزي في مانيلا، 12 سنتًا - رصيف رقم 7، مانيلا، 20 سنتًا - زراعة الأرز، 24 سنتًا - مدرجات الأرز و32 سنتًا - زقزاق باجيو.

## المواصفات
تصميم طابع البريد مستطيل الشكل، وقد اختير لعرض الشلال بكامله، وهو مطبوع بلونين من الحبر أصفر وبرتقالي. تظهر العناصر الملمسية أعلى وأسفل الطابع؛ حيث كُتب على اللوحة السفلية "الولايات المتحدة الأمريكية" مع مربع زاوية من الفئة 18 بيزو فلبيني على كلا الجانبين. يعلوها لافتة صغيرة كُتب عليها "شلالات باغسانجان"، بينما كُتبت على لوحة أعلى الطابع عبارة "جزر الفلبين" بشكل قوس. تُظهر الصورة شلالًا كبيرًا تنمو أشجاره في أعلاه وبضعة قوارب بالقرب منه. الألوان زاهية لجعل الصورة واضحة للغاية. تُحيط عناصر تصميمية إضافية بالصورة على كلا الجانبين.

## خطأ التصميم
على الرغم من أن النقش المكتوب على الطابع هو شلالات باغسانجان، إلا أن الشلال الموجود عليه هو شلال فيرنال، وهو شلال يقع في متنزه يوسيميتي الوطني في كاليفورنيا. حدث الخطأ لأن النقاش، في مكتب النقش والطباعة الأمريكي، استخدم صورة لشلال فيرنال كأساس للصورة على الطابع، حيث أن مكتب البريد في مانيلا قدم لهُ الصورة الخاطئة. في ذلك الوقت، في يوليو 1941، قُدِّر عدد النسخ المطبوعة بمليون ونصف المليون نسخة، على الرغم من دراسة سحب الطابع. لم يُصدر أي طابع بريد بديلاً عنهُ يحمل الصورة المصححة.

## معرض صور

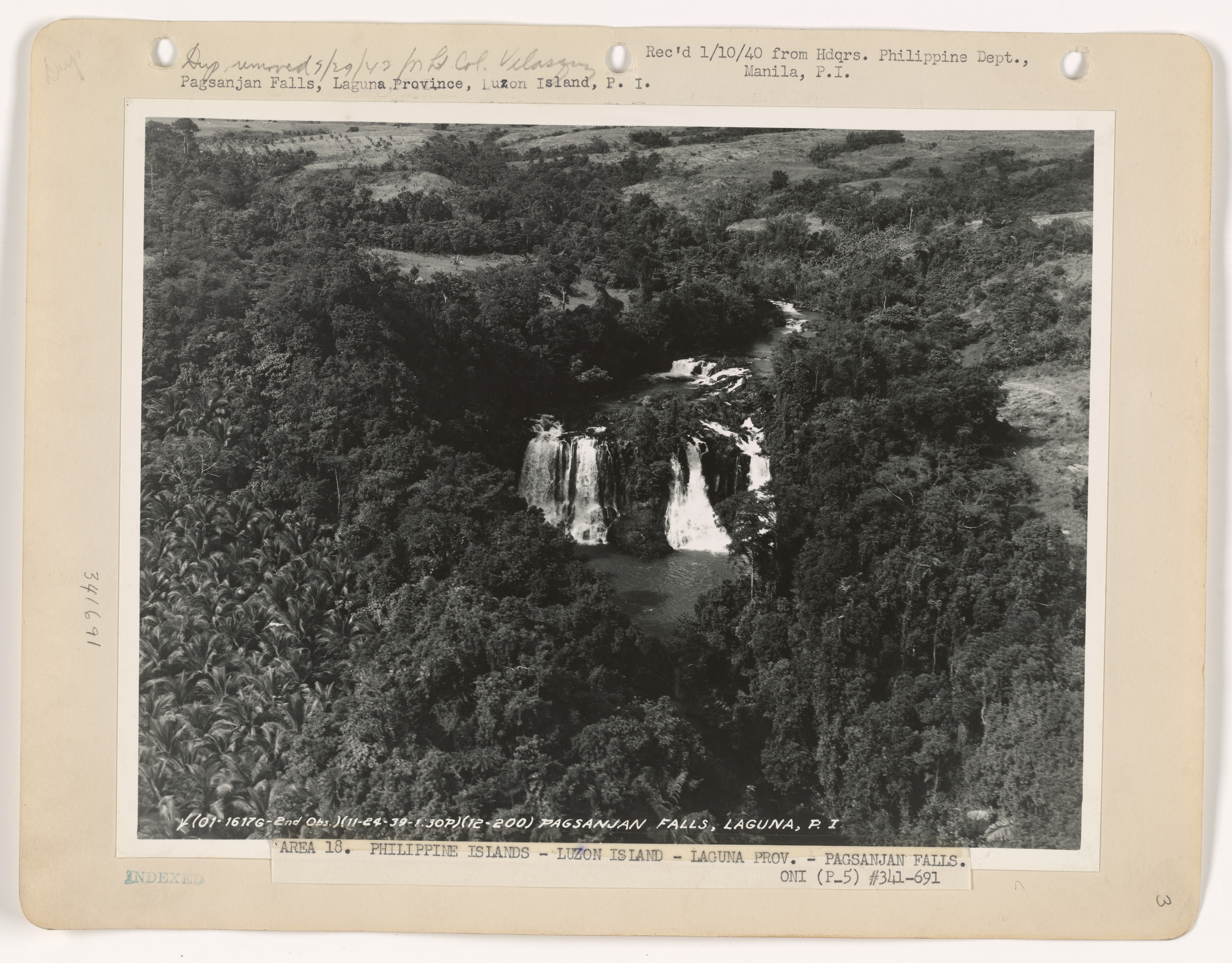
صورة قديمة لشلالات باغسانجان في مقاطعة لاغونا بالفلبين
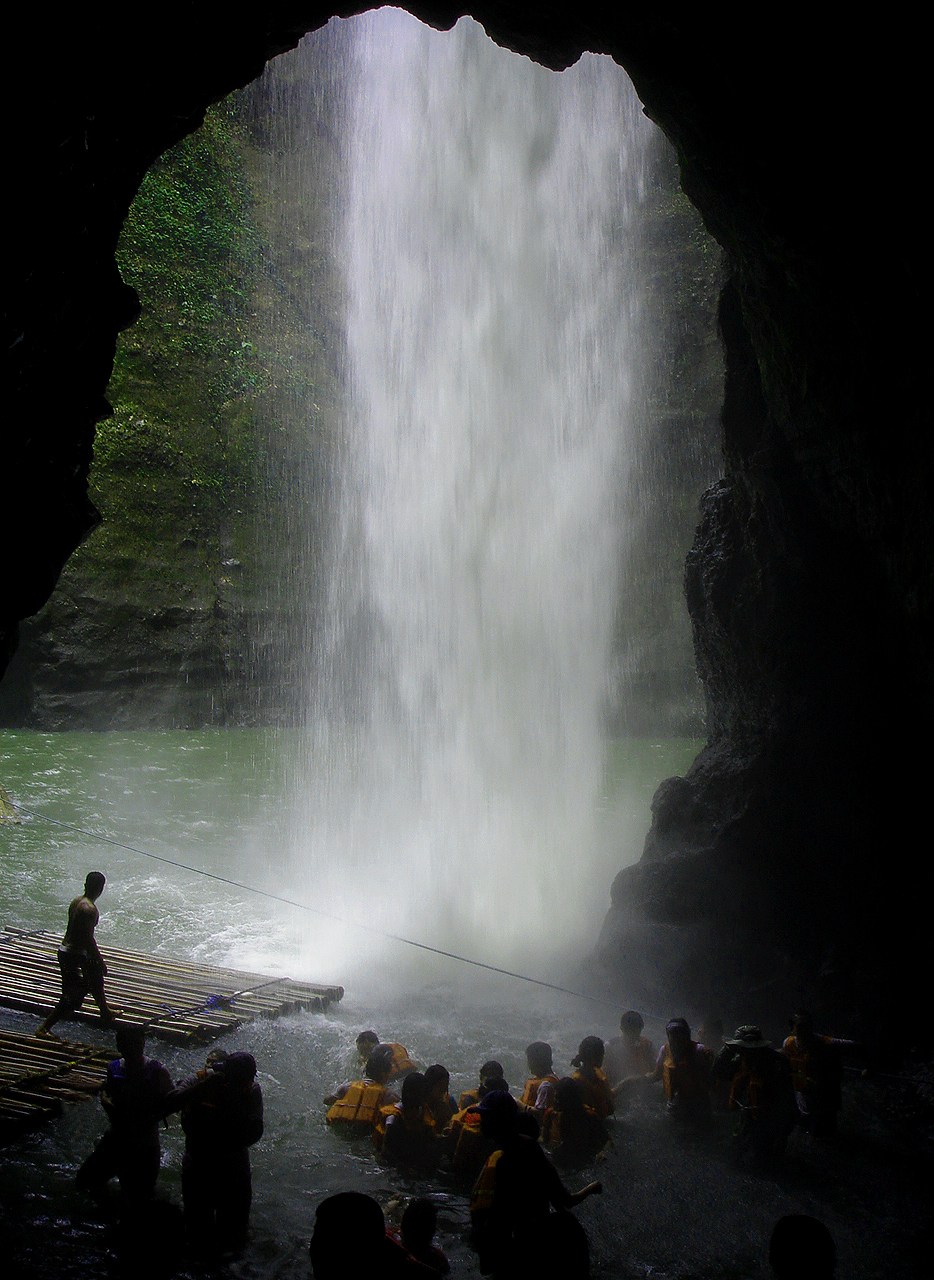
شلالات باغسانجان - في مقاطعة لاغونا بالفلبين
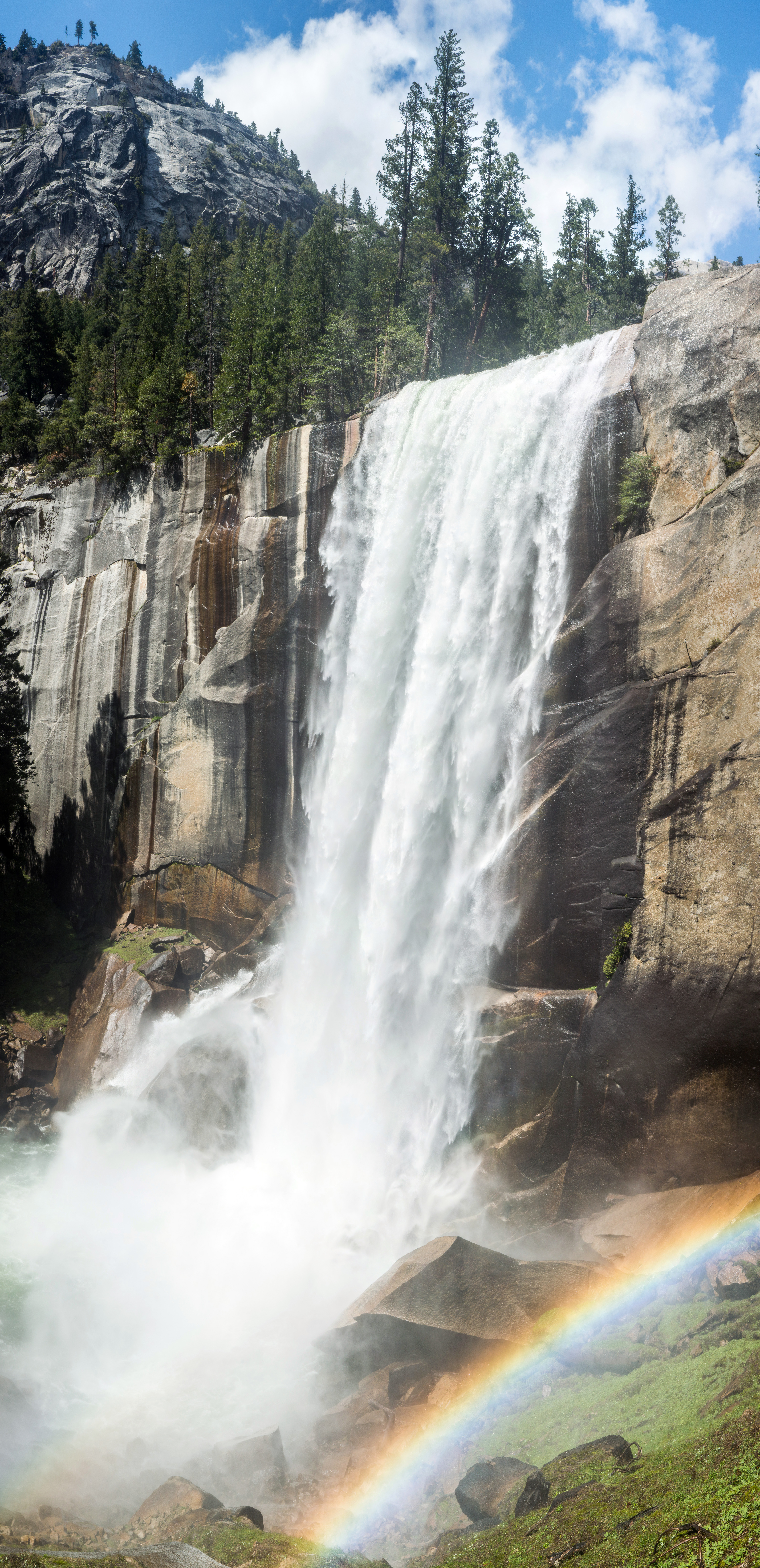
شلال فيرنال في متنزه يوسيميتي الوطني، كاليفورنيا
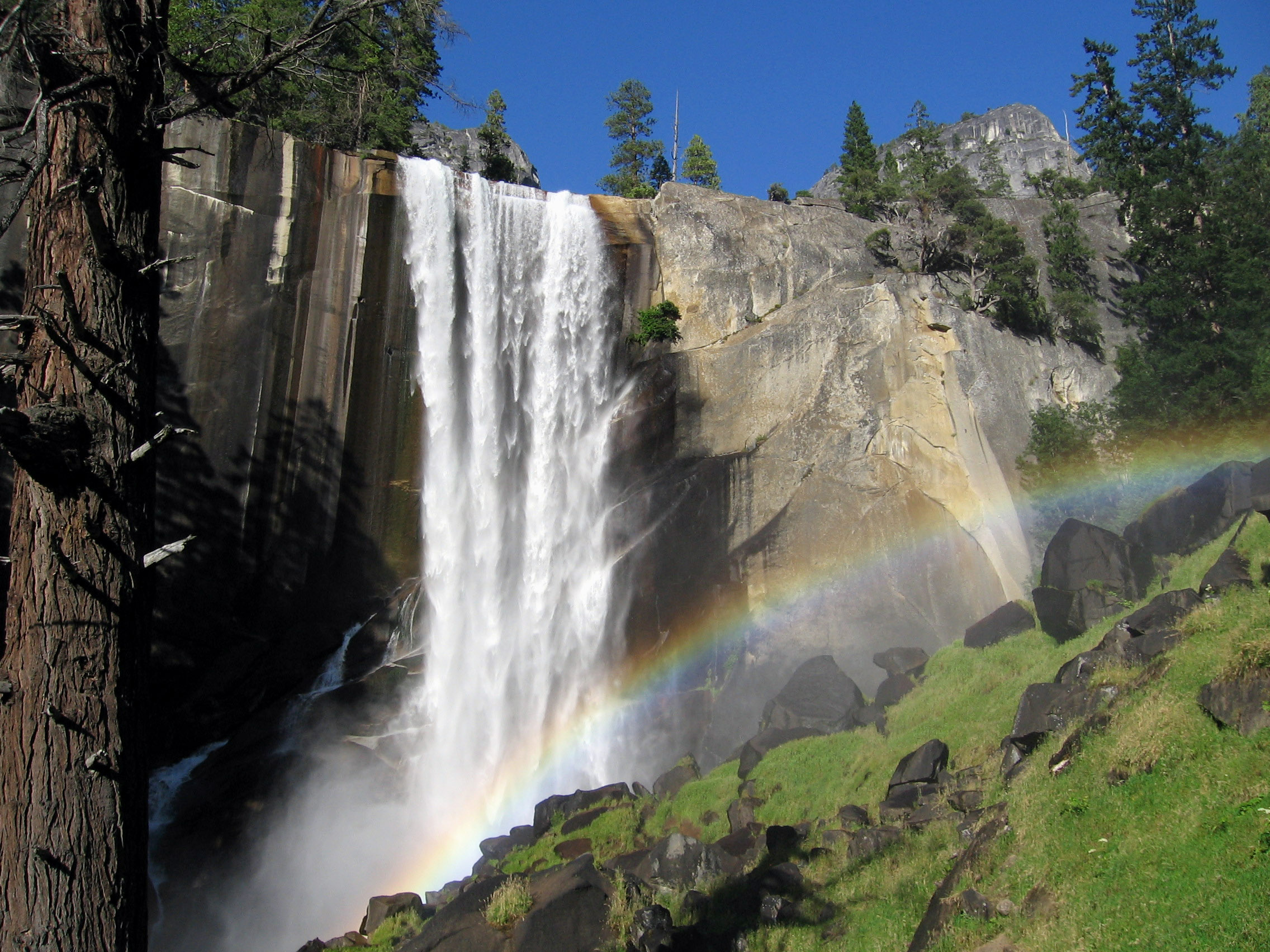
صورة لشلال فيرنال في كاليفورنيا